# 福井県庁舎

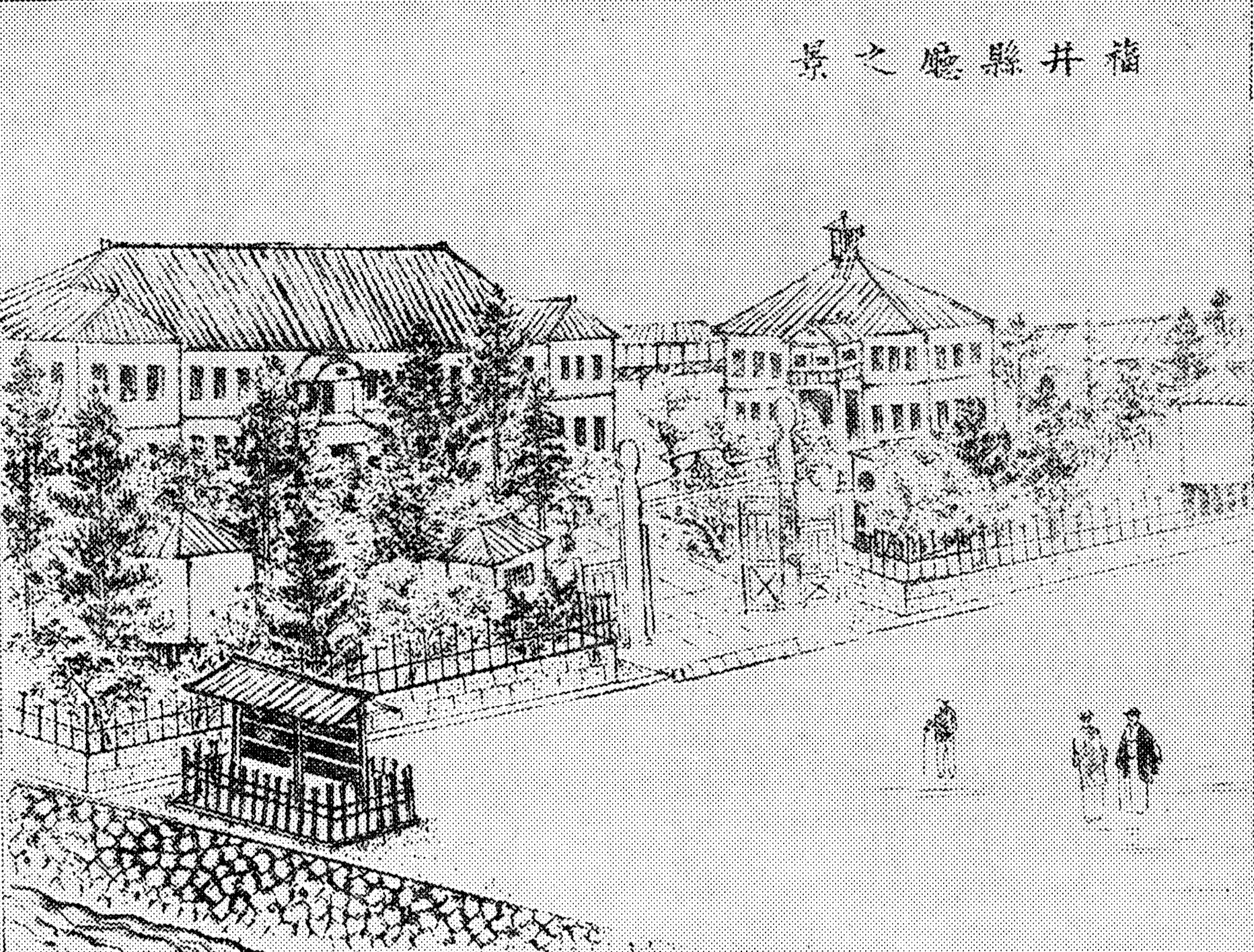
1893年頃の福井県庁舎

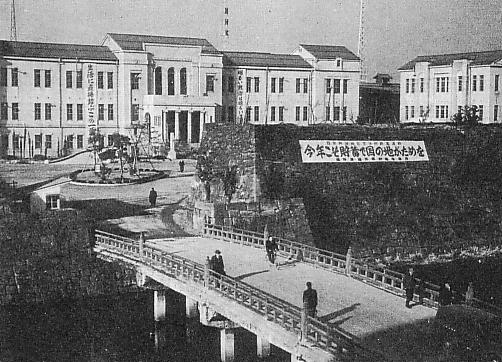
1954年頃の福井県庁舎

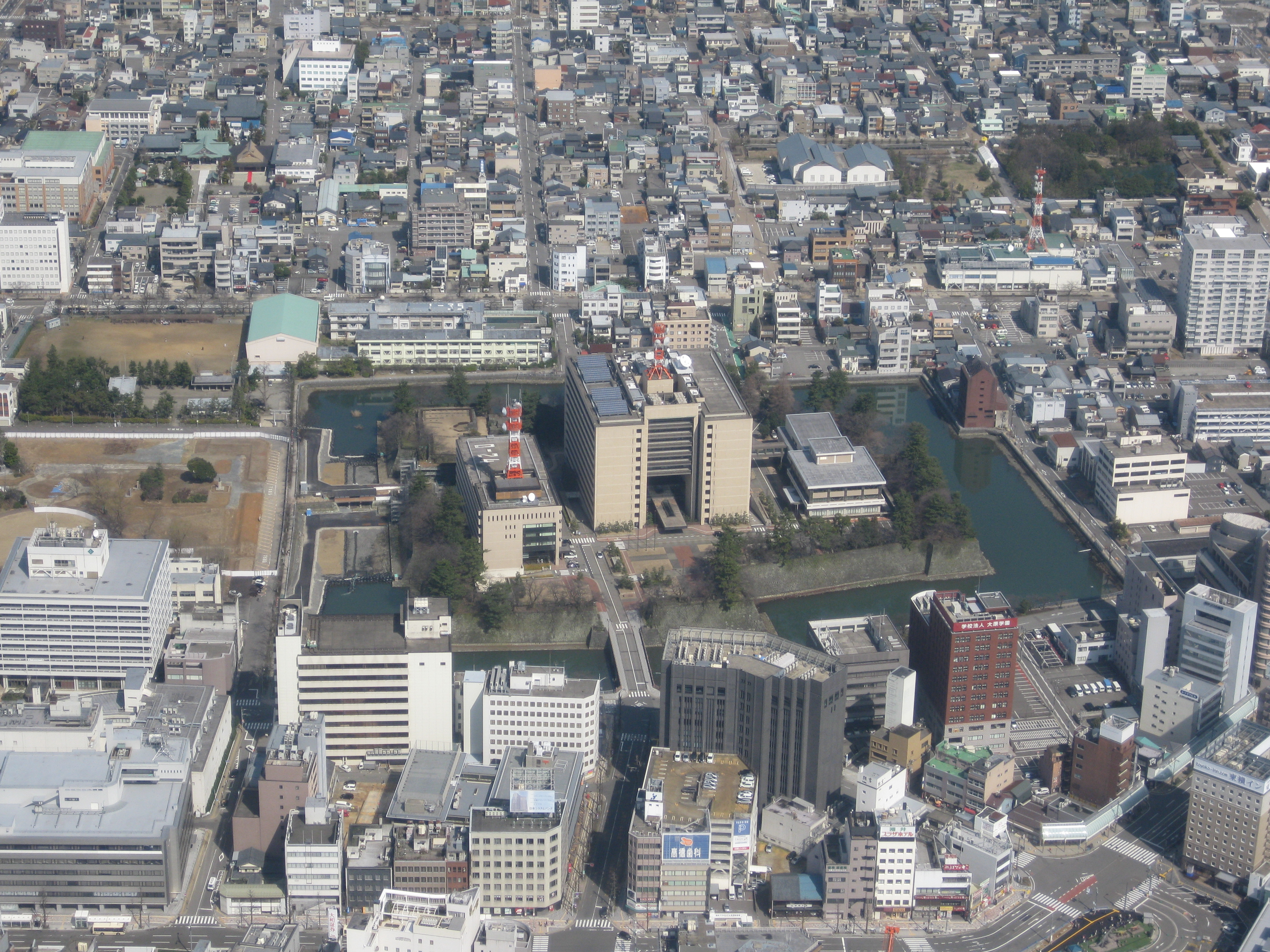
上空より撮影した福井県庁舎

福井県庁舎（ふくいけんちょうしゃ）は、福井県福井市大手三丁目にある、広域自治体である福井県の庁舎の総称。

## 概要
福井県庁舎は福井城址内にある。本庁舎、福井県警察本部、福井県議会議事堂が隣接しており、近隣には福井市役所が所在する。城址にあるため、1970年代に郊外移転案も検討されたが、現在地での建替えとなり、1981年に4代目にあたる現在の庁舎が竣工した経緯がある。
本庁舎前には、福井城を築城した結城秀康の石像が置かれている。また、警察本部そばの天守台には福井の地名の由来となった「福の井」があり、2017年に再整備され井戸としての機能も持ち合わせている。
嶺南地方の出先機関として「嶺南振興局」を設けている。

## 沿革
- 1881年2月7日 - 「福井県」が発足。県庁を福井市に定める。初代庁舎は現在の西武福井店付近。
- 1898年12月28日 - 福井市福井佐佳枝上町84番地に移転[3]。
- 1923年2月 - 福井城址に庁舎を移転開設。RC造3階建、設計：矢橋賢吉（内務技師）、施工：大林組[4]。
- 1933年10月23日-10月29日：県内で陸軍特別大演習。県庁内に大本営が置かれ昭和天皇の行在所（宿泊所）となる[5]。
- 1945年7月 - 福井空襲で市街の9割を焼失。県庁舎も大きな被害を受ける。
- 1946年 - 復旧工事。
- 1968年10月1日 - 昭和天皇、香淳皇后が第23回国民体育大会に合わせて県内を行幸啓。県庁を訪問[6]。
- 1975年、現在地での建替えを決定。
- 1981年9月 - 11階建の現庁舎が完成。本庁の隣に福井県警察本部が完成。

## 施設概要

### 本庁舎
地上11階、地下3階で中央が9階まで吹き抜けとなっている。県庁や福井県教育庁（福井県教育委員会の事務局）などの各組織が入居している。知事室は日本一広い。

### 警察庁舎
地上6階、地下2階。福井県警察の本部庁舎である。

### 議会議事堂
地上3階、福井県議会の議事堂である。本庁と連絡通路で結ばれている。

## アクセス
福井駅より徒歩5分。

## 周辺
- 福井市役所
- 福井中央郵便局
- 佐佳枝廼社
- 日刊県民福井本社・中日新聞社福井支社